# 47 Herculis
47 Herculis (k Herculis) é uma estrela na direção da Hercules. Possui uma ascensão reta de 16h 50m 19.35s e uma declinação de +07° 14′ 51.7″. Sua magnitude aparente é igual a 5.48. Considerando sua distância de 188 anos-luz em relação à Terra, sua magnitude absoluta é igual a 1.67. Pertence à classe espectral A3m.